# Lattenkamp (metropolitana di Amburgo)
La stazione di Lattenkamp è una fermata della metropolitana di Amburgo, sulla linea U1, situato fra Alsterdorf e Hudtwalckerstrasse.

## Struttura
La stazione è sopraelevata con una banchina ad isola. Vi sono tre entrate:
- Uno su Bebelallee alla destra

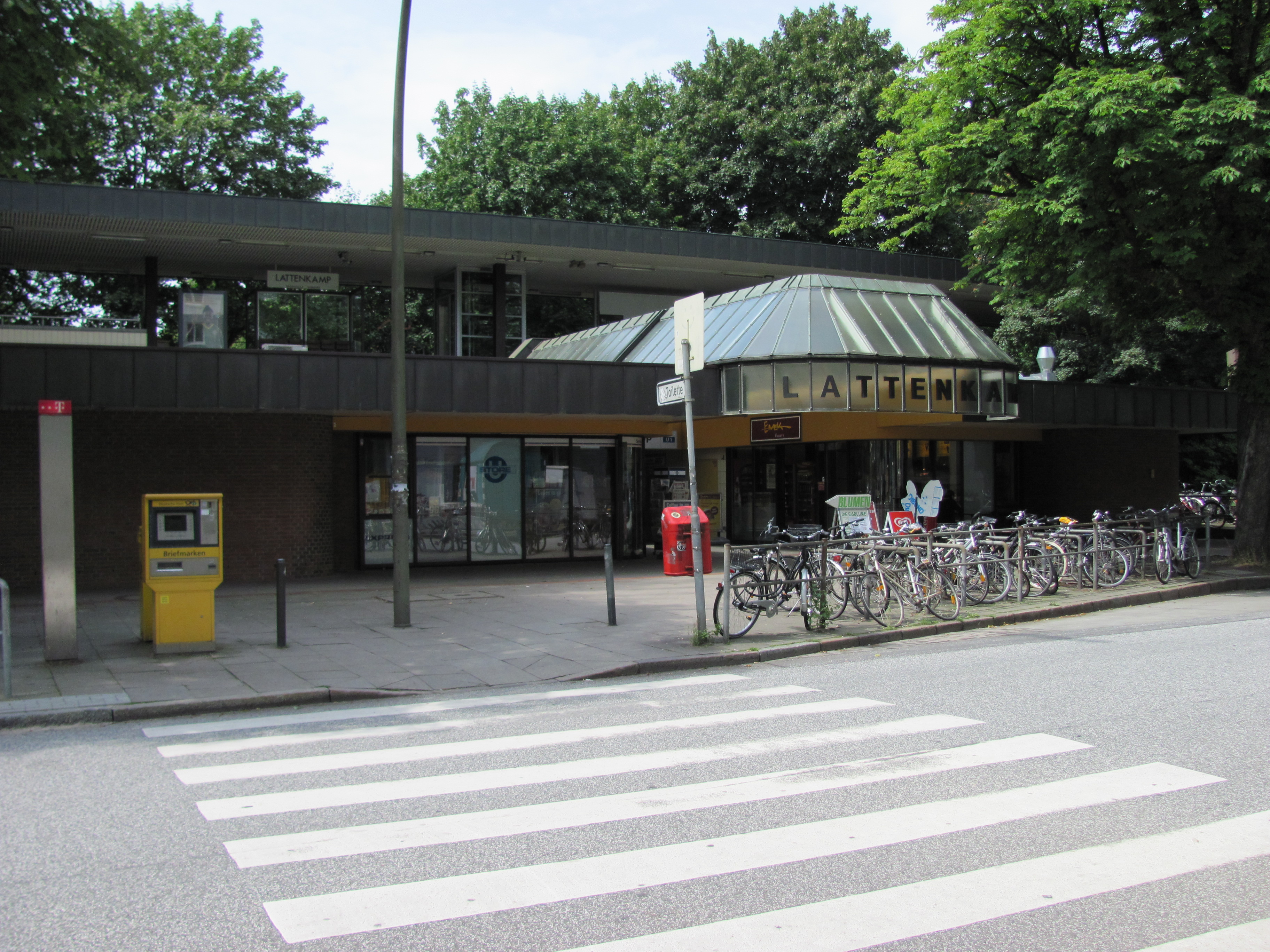
Entrata su Bebelallee

- Uno Meenkwiese, alla sinistra e sotto la stazione
- L'altro su Lattenkamp, sulla sinistra

Sulla sinistra ci sono treni per Norderstedt Mitte e sulla destra ci sono treni per Grosshansdorf e Ohlstedt.